# Соболевский, Евгений Григорьевич
Евгений Григорьевич Соболевский (настоящее имя — Иона Григорьевич Берлин; 1905—1941) — русский советский писатель и очеркист, военный корреспондент.

## Биография
Иона Берлин родился в 1905 году в Невеле. Окончил среднюю школу. В середине 1920-х годов переехал в Ленинград. Учился в Государственном институте истории искусств. В 1930 году увидел свет его первый роман «Молодость Балашова». Печатался под псевдонимом Евгений Соболевский. В 1934—1938 годах его произведения публиковались в журнале «Звезда».
Современники Соболевского характеризовали его как человека взрывного и эмоционального. Он получил известность как очеркист, публицист, репортёр и прозаик.
После начала Великой Отечественной войны пошёл в армию. В июле был направлен в Таллин военкором в газету «Красный Балтийский флот». Погиб 28 августа 1941 года на транспорте «Вирония» во время перехода эскадры Краснознамённого Балтийского флота из Таллина в ленинградский морской порт Кронштадт (потоплен немецкой авиацией).

## Сочинения
- Молодость Балашова: Роман. Кн. 1. — М.; Л., 1930;
- Нас пятеро: Роман. — М.; Л., 1931;
- Далёкая гавань: Повесть. Л. Звезда // 1937 № 6
- Международный коммунистический женский день. — [Л.], 1939. — В соавт. с Д. Левоневским;
- Строители Большого флота. — Л., 1940. — В соавт. с Д. Левоневским;
- Сталинская магистраль: Очерки. — Л., 1940. — В соавт. с Д. Левоневским;
- Огни на Неве. — Л., 1940;
- Победители. — Л., 1941. — В соавт. с В. Дружининым.